# Prefettura autonoma tibetana di Yushu
La prefettura autonoma tibetana di Yushu (in cinese: 玉树藏族自治州, pinyin: Yùshù Zàngzú Zìzhìzhōu; in tibetano: ཡུལ་ཤུལ་བོད་རིགས་རང་སྐྱོང་ཁུལ།, Wylie: yul-shul bod-rigs rang-skyong-khul) è una prefettura autonoma della provincia del Qinghai, in Cina.

## Suddivisioni amministrative
- Yushu
- Contea di Zadoi
- Contea di Chindu
- Contea di Zhidoi
- Contea di Nangqên
- Contea di Qumarlêb